# Élection à la présidence du Parti libéral-démocrate japonais de 2021
L’élection à la présidence du Parti libéral-démocrate de 2021 se tient le 29 septembre 2021 afin d'élire le président du Parti libéral-démocrate japonais (PLD) pour un mandat de trois ans.
Fumio Kishida l'emporte au second tour sur Tarō Kōno.

## Contexte
En 2020, le secrétaire général du Cabinet Yoshihide Suga est élu président du Parti libéral-démocrate pour la dernière année du mandat de Shinzō Abe. Il succède donc à ce dernier au poste de Premier ministre en raison de la majorité dont bénéficie le PLD à la Chambre des représentants. L'élection anticipée de Suga à la tête du parti ne consiste cependant qu'à mener à son terme le mandat de trois ans entamé par Abe en 2018, une nouvelle élection devant malgré tout avoir lieu comme prévu en 2021.
Il annonce au début du mois de septembre 2021 qu'il n'a pas l'intention d'être candidat. Bien que cette raison ne soit pas officiellement évoquée, cette décision semble liée au record d'impopularité atteint par le chef de l'exécutif. Du fait de la proximité des élections législatives, le nouveau président du PLD devra mener la campagne du parti en plus de diriger l'action du gouvernement,.

## Mode de scrutin
Le président du Parti libéral-démocrate est élu pour trois ans au scrutin uninominal majoritaire à deux tours, par un collège électoral composé pour moitié des membres du parti possédant un siège à la Diète, et pour l'autre moitié du reste des membres du parti. Les premiers disposent d'une voix comptant pour une, tandis que les voix des simple militants sont soumises à une division de manière que leur total soit égal à celui des voix des premiers, tout en conservant la part proportionnellement reçue par chaque candidat. 
Les candidats doivent être eux-mêmes membres du parti et recevoir le parrainage d'au moins vingt membres de la Diète.
Est élu à la présidence du parti le candidat qui réunit la majorité absolue des voix cumulées des deux moitiés du collège. À défaut, un second tour est organisé entre les deux candidats arrivés en tête. Cette fois ci, seuls les membres de la Diète ainsi que les représentants des 47 branches préfectorales du parti participent au vote. Le candidat qui reçoit le plus de voix est élu.
Le secrétaire général du parti peut décider d'organiser directement l'élection selon les règles et le collège électoral du second tour, un cas ayant eu lieu lors de l'élection précédente en 2020.

## Candidats
Tarō Kōno fait figure de favori. Ancien ministre des Affaires étrangères en 2017 puis ministre de la Défense et ministre de la Réforme administrative, Kōno s'attire la faveur des militants en raison de son style anti-conformiste ainsi que pour ses positions à gauche sur les questions sociales. Adepte d'une communication plus directe via l'utilisation d'un compte Twitter, il acquiert une forte popularité en se montrant notamment très accessible lorsqu'il se trouve à la tête de la campagne de vaccination contre la Covid-19. Ses prises de positions défavorables à l'énergie nucléaire et favorables au mariage homosexuel ainsi qu'à la fin de l'obligation pour les couples d'adopter le même nom de famille lui valent le soutien de la population, mais l'opposition de l'aile conservatrice du PLD. Il est également critiqué pour son tempérament colérique et un comportement jugé arrogant, souvent fermé aux critiques,.
Sanae Takaichi reçoit le soutien de Shinzō Abe, sans pour autant parvenir à décoller dans les sondages d'opinions.

## Résultats
| Candidats | Candidats      | Premier tour        | Premier tour        | Premier tour     | Premier tour     | Premier tour     | Premier tour     | Premier tour | Premier tour | Deuxième tour       | Deuxième tour       | Deuxième tour                 | Deuxième tour                 | Deuxième tour | Deuxième tour |
| Candidats | Candidats      | Membres de la Diète | Membres de la Diète | Membres du parti | Membres du parti | Membres du parti | Membres du parti | Total        | Total        | Membres de la Diète | Membres de la Diète | Représentants des préfectures | Représentants des préfectures | Total         | Total         |
| Candidats | Candidats      | Voix                | %                   | Votes            | %                | Voix             | %                | Voix         | %            | Voix                | %                   | Voix                          | %                             | Voix          | %             |
| --------- | -------------- | ------------------- | ------------------- | ---------------- | ---------------- | ---------------- | ---------------- | ------------ | ------------ | ------------------- | ------------------- | ----------------------------- | ----------------------------- | ------------- | ------------- |
|           | Fumio Kishida  | 146                 | 38,42               | 219 338          | 28,86            | 110              | 28,80            | 256          | 33,60        | 249                 | 65,53               | 8                             | 17,02                         | 257           | 60,19         |
|           | Tarō Kōno      | 86                  | 22,63               | 335 046          | 44,08            | 169              | 44,24            | 255          | 33,46        | 131                 | 34,47               | 39                            | 82,98                         | 170           | 39,81         |
|           | Sanae Takaichi | 114                 | 30,00               | 147 764          | 19,44            | 74               | 19,37            | 188          | 24,67        |                     |                     |                               |                               |               |               |
|           | Seiko Noda     | 34                  | 8,95                | 57 927           | 7,62             | 29               | 7,59             | 63           | 8,27         |                     |                     |                               |                               |               |               |
|           |                |                     |                     |                  |                  |                  |                  |              |              |                     |                     |                               |                               |               |               |
| Total     | Total          | 380                 | 100                 | 760 075          | 100              | 382              | 100              | 762          | 100          | 380                 | 100                 | 47                            | 100                           | 427           | 100           |

## Analyse
Bénéficiant du soutien des membres dirigeants du parti, Fumio Kishida l'emporte au second tour sur Tarō Kōno, davantage populaire au sein des militants. La confirmation de Kishida, perçu comme un centriste modéré, au poste de Premier ministre a lieu le 4 octobre,. Il convoque le jour même des élections législatives pour le 31 octobre.